# Бахмутов, Борис Алексеевич
Борис Алексеевич Бахмутов (род. 5 сентября 1934) — советский футболист, нападающий; судья.
Воспитанник ДЮСШ Ровно. Начинал играть в команде класса «Б» «Буревестник» Кишинёв в 1953 году. Армейскую службу проходил в 1954—1956 годах в команде чемпионате Украинской ССР ОДО Одесса. В 1957—1958 годах в составе кишинёвской команды в чемпионате СССР провёл 26 матчей, забил один гол. В дальнейшем выступал в классе «Б» за команды «Колгоспник» Ровно (1959), «Урожай» Минск (1960), «Локомотив» Гомель (1961—1963).
Лучший бомбардир зонального турнира 1962 года — 20 голов в 32 матчах.
Работал судьёй на матчах чемпионате Белорусской ССР.